# 11 de maio
11 de maio é o 131.º dia do ano no calendário gregoriano (132.º em anos bissextos). Faltam 234 dias para acabar o ano.

## Eventos históricos

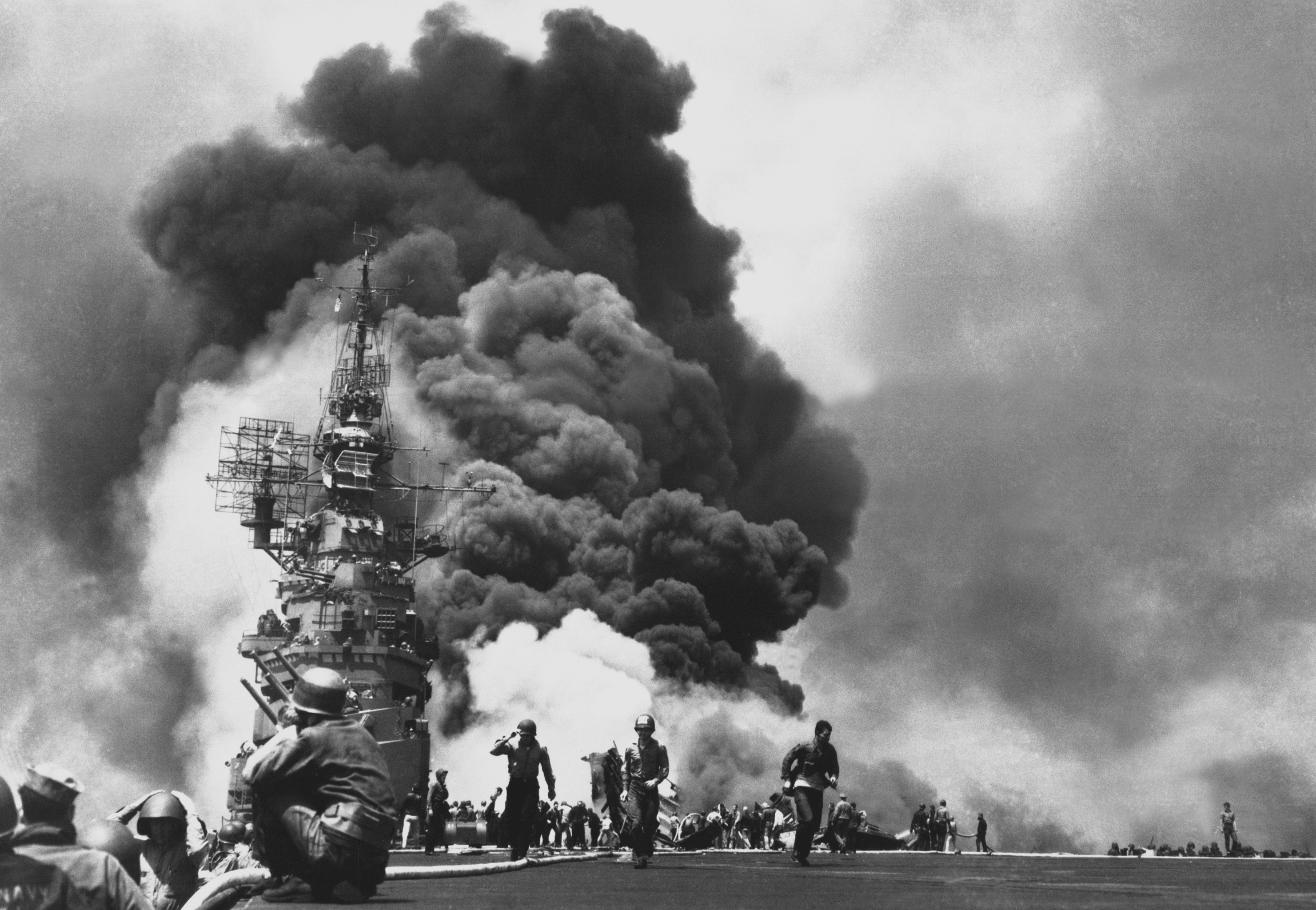
1945: USS Bunker Hill após ataque de dois aviões kamikazes.

- 0330 — O imperador romano Constantino realiza uma cerimônia de dedicação a muito expandida e reconstruída cidade de Bizâncio, mudando seu nome para Nova Roma e declarando-a a nova capital do Império Romano do Oriente.
- 0868 — Uma cópia do Sutra do Diamante é impressa na China, tornando-se o livro impresso mais antigo que se conhece.
- 0912 — Alexandre se torna Imperador do Império Romano do Oriente (chamado pelos historiadores de Império Bizantino).
- 1258 — Os reis Luís IX da França e Jaime I de Aragão assinam o Tratado de Corbeil, renunciando às reivindicações de domínio feudal nos territórios um do outro e separando a Casa de Barcelona da política da França.
- 1310 — Rei Filipe IV da França manda queimar na fogueira cinquenta e quatro membros dos Cavaleiros Templários, por heresia.
- 1502 — Cristóvão Colombo parte de Cádis em sua quarta e última viagem às Américas.
- 1672 — Guerra Franco-Holandesa: Rei Luís XIV da França invade os Países Baixos.
- 1745 — Guerra de Sucessão Austríaca: Batalha de Fontenoy: as forças francesas derrotam um exército anglo-holandês-hanoveriano.
- 1812 — O primeiro-ministro Spencer Perceval é assassinado por John Bellingham no saguão da Câmara dos Comuns britânica.
- 1820 — É lançado à água no Reino Unido o HMS Beagle, navio que, uma década depois, levará Charles Darwin em sua viagem científica.
- 1857 — Rebelião Indiana de 1857: rebeldes indianos conquistam Deli dos britânicos.
- 1867 — Luxemburgo consegue sua independência.
- 1910 — Uma lei do Congresso dos Estados Unidos cria o Parque Nacional Glacier no estado norte-americano de Montana.
- 1927 — Fundação da Academia de Artes e Ciências Cinematográficas em Beverly Hills, Califórnia. Fora dos Estados Unidos a Academia é mais conhecida no mundo pelo seu prêmio anual (Academy Awards), conhecido informalmente como Óscar.
- 1938 — No Rio de Janeiro, os integralistas fazem o Levante Integralista contra o Estado Novo. Fracassam, com um saldo aproximado de 15 mortos e 1 500 presos.
- 1939 — Conflitos fronteiriços entre a União Soviética e o Japão: início das Batalhas de Khalkhin Gol.
- 1943 — Segunda Guerra Mundial: as tropas estadunidenses invadem Attu, nas Ilhas Aleutas, na tentativa de expulsar a ocupação das forças japonesas.
- 1944 — Segunda Guerra Mundial: os Aliados começam uma grande ofensiva contra as Potências do Eixo na Linha Gustav.
- 1945 — Segunda Guerra Mundial: ao longo da costa de Okinawa, o porta-aviões USS Bunker Hill é atingido por dois kamikazes, matando 346 membros de sua tripulação. Embora severamente danificado, o navio pôde retornar aos Estados Unidos.
- 1949 — Sião oficialmente muda seu nome para Tailândia pela segunda vez. O nome estava em uso desde 1939, mas foi revertido em 1945.
- 1960 — Em Buenos Aires, Argentina, quatro agentes israelenses do Mossad capturam o fugitivo nazista Adolf Eichmann.
- 1984 — Ocorre um trânsito da Terra através do Sol visto de Marte.
- 1985 — Cinquenta e seis espectadores morrem e mais de 200 ficam feridos no incêndio do estádio Bradford City.
- 1995 — Mais de 170 países estendem o Tratado de Não Proliferação de Armas Nucleares indefinidamente e sem condições.
- 1997 — Deep Blue, um supercomputador de xadrez, derrota Garry Kasparov no último jogo da revanche, tornando-se o primeiro computador a vencer um campeão mundial de xadrez em um formato de jogo clássico.
- 1998 — A Índia realiza três testes atômicos subterrâneos em Pokhran.
- 2001 — Lançamento da edição em português da Wikipédia.
- 2007 — Canonização do 1.º santo brasileiro, Frei Galvão, em São Paulo, pelo Papa Bento XVI.
- 2009 — Ônibus espacial Atlantis é lançado como um serviço de manutenção ao telescópio espacial Hubble. A missão STS-125 foi a quinta e última missão de serviço ao telescópio.
- 2011 — Sismo de magnitude 5,1 Mw atinge Lorca, causa 9 mortes e grandes danos no sul da Espanha.
- 2016 — Cento e dez pessoas são mortas em um bombardeio do Estado Islâmico do Iraque e do Levante em Bagdá.[1]
- 2022 — Militares birmaneses executam pelo menos 37 aldeões durante o massacre de Mon Taing Pin em Sagaing, Myanmar.[2]

## Nascimentos

### Anterior ao século XIX
- 0482 — Justiniano, imperador bizantino (m. 565).
- 1366 — Ana da Boêmia (m. 1394).
- 1594 — Carlota Margarida de Montmorency (m. 1650).
- 1722 — Petrus Camper, físico e anatomista neerlandês (m. 1789).
- 1733 — Vitória de França (m. 1799).
- 1797 — José Mariano Salas, político e militar mexicano (m. 1867).

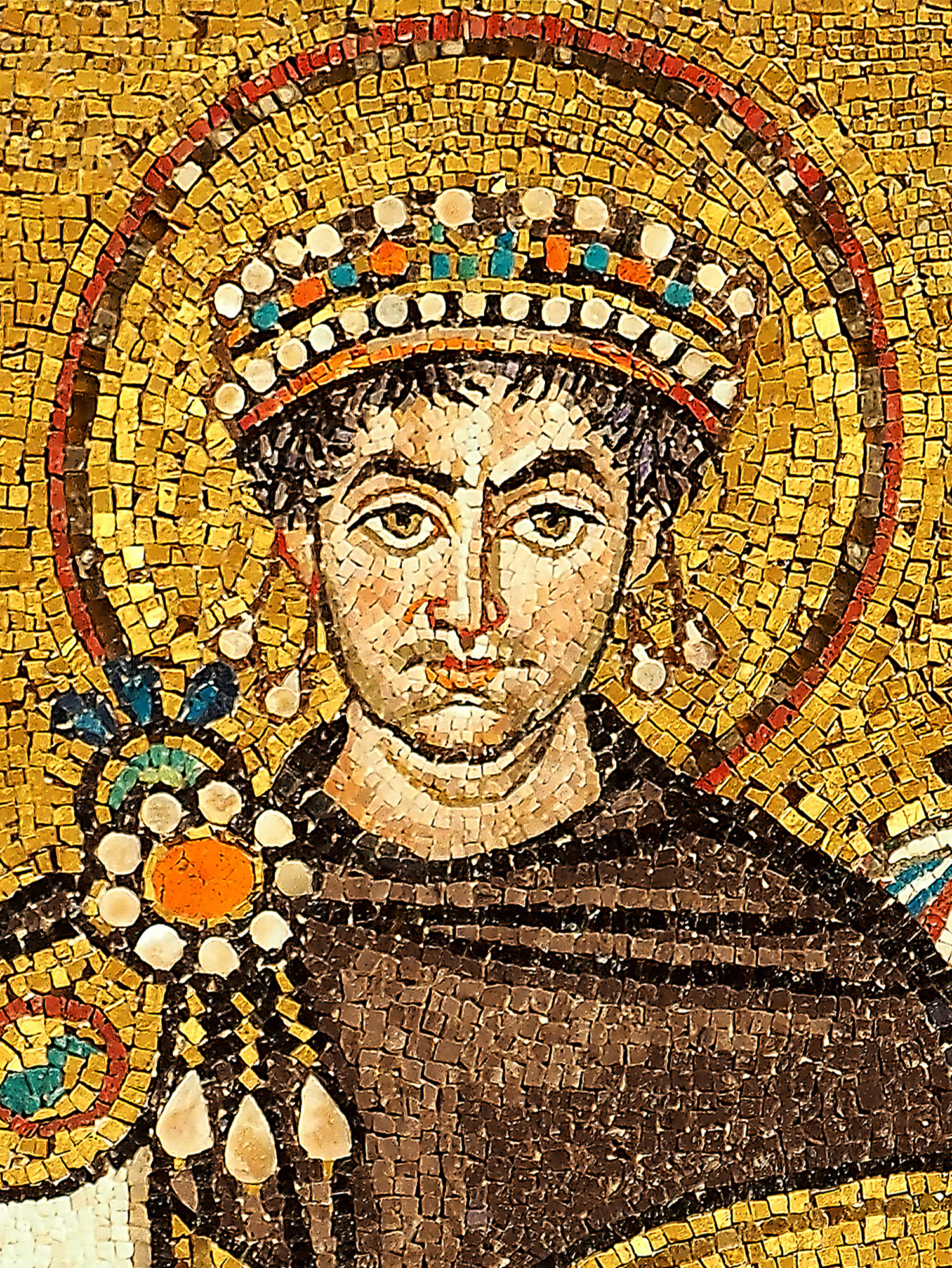
Justiniano

### Século XIX
- 1801 — Henri Labrouste, arquiteto francês (m. 1875).
- 1811 — Jean-Jacques Challet-Venel, político suíço (m. 1893).
- 1824 — Jean-Léon Gérôme, pintor e escultor francês (m. 1904).
- 1827 — Jean-Baptiste Carpeaux, pintor e escultor francês (m. 1875).
- 1848 — Wilhelm Windelband, filósofo alemão (m. 1915).
- 1852 — Charles W. Fairbanks, político norte-americano (m. 1918).

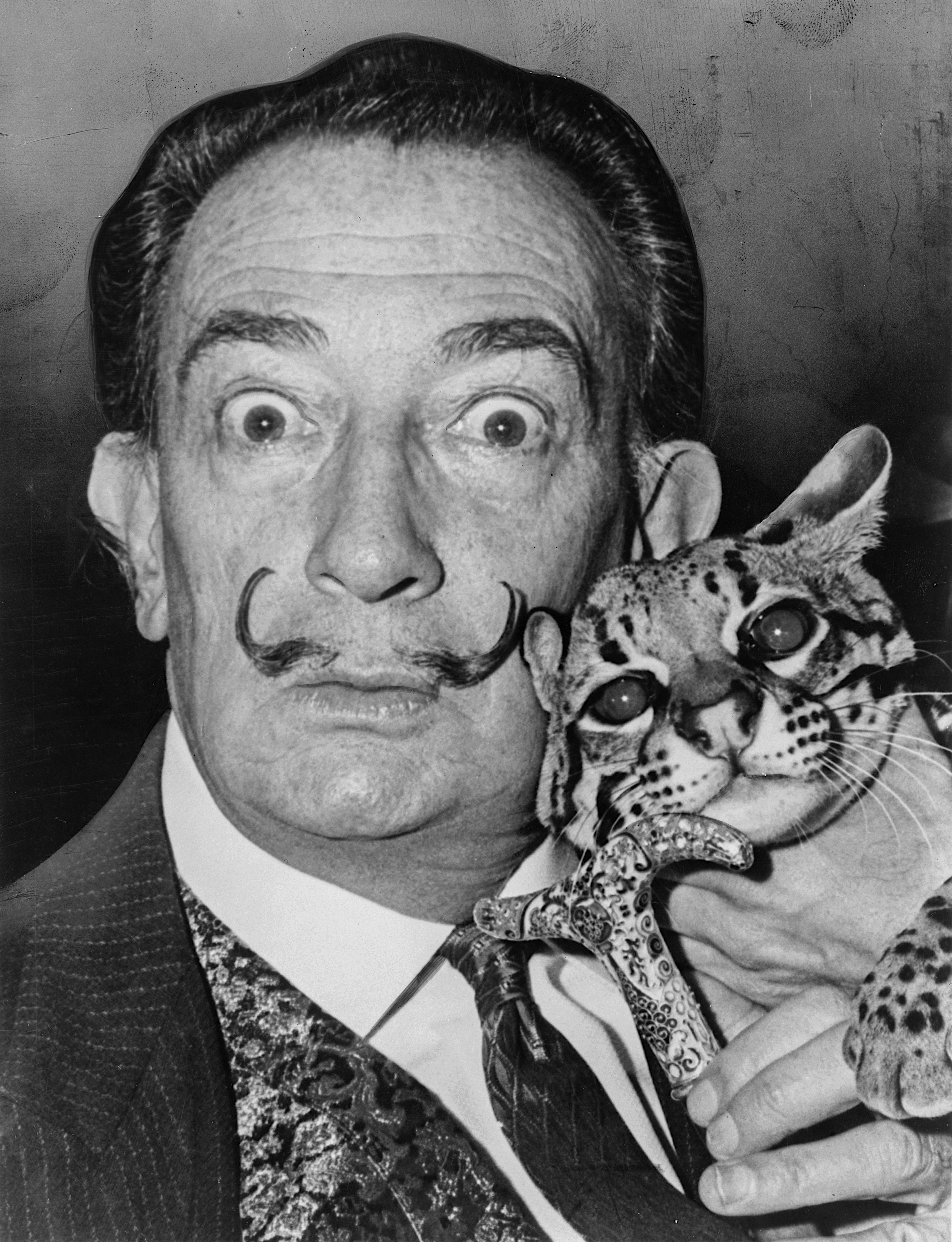
Salvador Dalí

- Salvador Dalí1861 — Frederick Russell Burnham, explorador militar estadunidense (m. 1947).
- 1871 — Emiliano Chamorro Vargas, político nicaraguense (m. 1966).
- 1874 — Karl Menning, diretor de teatro e diplomata estoniano (m. 1941).
- 1881 — Theodore von Kármán, matemático e físico húngaro (m. 1963).
- 1885
  - Gaspar Viana, médico e pesquisador brasileiro (m. 1914).
  - Albert Parker, ator, diretor, produtor e roteirista norte-americano (m. 1974).
- 1889 — Paul Nash, pintor britânico (m. 1946).
- 1891 — Henry Morgenthau, Jr., político norte-americano (m. 1967).
- 1892 — Margaret Rutherford, atriz britânica (m. 1972).
- 1894
  - Carolina Matilde de Schleswig-Holstein-Sonderburg-Glücksburg (m. 1972).

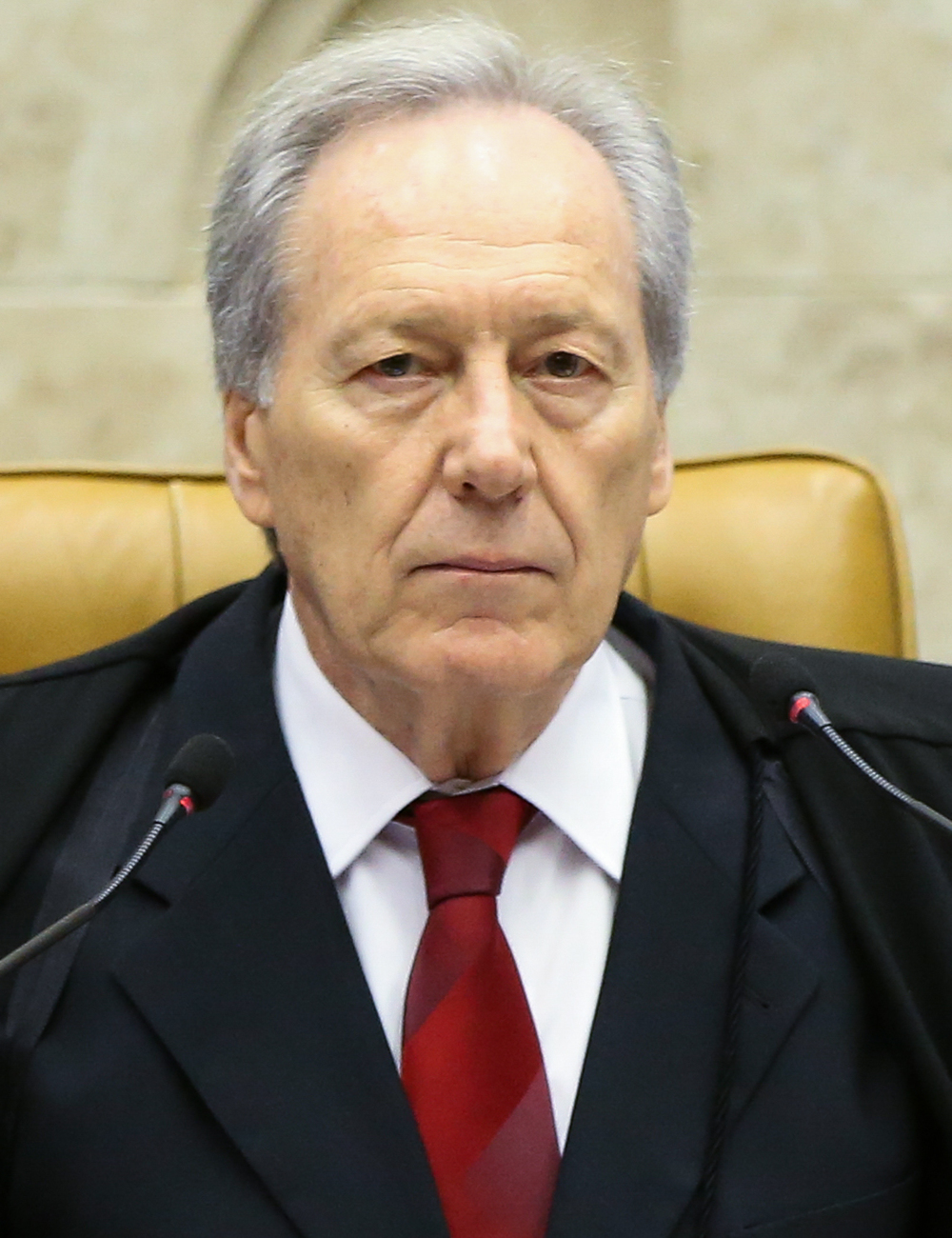
Ricardo Lewandowski

  - Ricardo LewandowskiMartha Graham, dançarina e coreógrafa estadunidense (m. 1991).
- 1895
  - Jiddu Krishnamurti, filósofo e místico indiano (m. 1986).

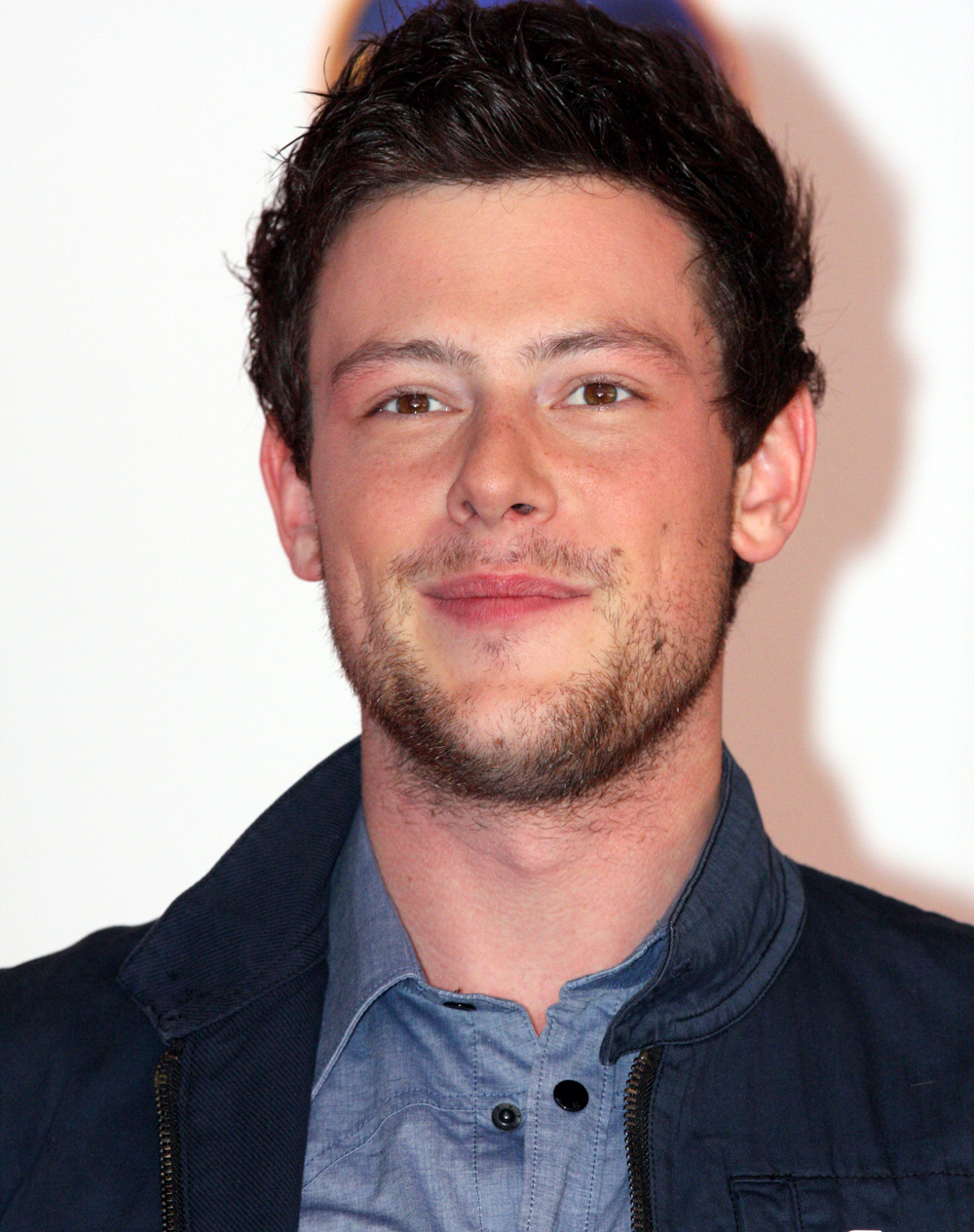
Cory Monteith

  - Cory MonteithJacques Brugnon, tenista francês (m. 1978).
- 1900 — Pridi Banomyong, político tailandês (m. 1983).

### Século XX

#### 1901–1950
- 1902 — Bidu Sayão, soprano brasileira (m. 1999).
- 1904 — Salvador Dalí, pintor surrealista espanhol (m. 1989).
- 1905 — Pedro Petrone, futebolista uruguaio (m. 1964).
- 1907
  - Argemiro de Assis Brasil, militar brasileiro (m. 1982).
  - Marino Gomes Ferreira, médico brasileiro (m. 2004).
- 1911 — Phil Silvers, ator norte-americano (m. 1985).
- 1913 — Edgar Cardoso, engenheiro civil português (m. 2000).
- 1916 — Camilo José Cela, escritor espanhol (m. 2002).
- 1918 — Richard Feynman, físico estadunidense (m. 1988).
- 1925
  - Rubem Fonseca, escritor e roteirista de cinema brasileiro (m. 2020).
  - Georges Stuber, futebolista suíço (m. 2006).
- 1926 — Frank Thring, ator australiano (m. 1994).
- 1927 — Bernard Fox, ator galês-americano (m. 2016).
- 1928
  - Yaacov Agam, escultor israelense.
  - Arthur Foulkes, político bahamense.
  - Anne van der Bijl, missionário cristão neerlandês (m. 2022).
- 1929 — Arturo Yamasaki, árbitro de futebol peruano (m. 2013).
- 1930
  - Kamau Brathwaite, poeta, escritor e crítico literário bahamense (m. 2020).
  - Xiomara Alfaro, cantora cubana (m. 2018).
- 1932 — Valentino Garavani, estilista italiano.
- 1933
  - Eduardo Coutinho, cineasta brasileiro (m. 2014).
  - Carlos Lyra, cantor, compositor e violonista brasileiro (m. 2023).
- 1935 — Doug McClure, ator norte-americano (m. 1995).
- 1936
  - Carla Bley, pianista e compositora estadunidense (m. 2023).
  - Olga Xirinacs Díaz, escritora espanhola.
  - Hristo Iliev, futebolista búlgaro (m. 1974).
- 1939
  - Javier González, futebolista peruano (m. 2018).
  - Felix Salinas, futebolista peruano (m. 2021).
- 1942 — Irene da Grécia e Dinamarca.
- 1943 — Nancy Greene, ex-esquiadora e política canadense.
- 1944 — Michael Grätzel, químico suíço.
- 1945 — Thomaz Koch, ex-tenista brasileiro.
- 1946 — Flavius Domide, ex-futebolista romeno.
- 1947
  - Yuri Syomin, ex-futebolista e treinador de futebol russo.
  - Don McKenzie, nadador estadunidense (m. 2008).
- 1948
  - Larry Woods, ex-jogador profissional de futebol americano estadunidense.
  - Pam Ferris, atriz britânica.
  - Ricardo Lewandowski, jurista e magistrado brasileiro.
- 1949
  - João Botelho, realizador português.
  - Bete Mendes, atriz brasileira.
- 1950 — Siegbert Horn, canoísta alemão (m. 2016).

#### 1951–2000
- 1951 — Lyn McClements, ex-nadadora australiana.
- 1952
  - Sandra Bréa, atriz brasileira (m. 2000).
  - Shohreh Aghdashloo, atriz iraniana.
  - Renaud, ator e cantor francês.
  - Frances Fisher, atriz britânica.
- 1954
  - Judith Weir, compositora britânica.
  - John Gregory, ex-futebolista e treinador de futebol britânico.
- 1955 — Maria Sorté, atriz mexicana.
- 1956 — Carlos Tramontina, jornalista brasileiro.
- 1957 — Peter North, ator e diretor estadunidense.
- 1958 — Brice Hortefeux, político francês.
- 1959
  - Silvio Barbato, maestro brasileiro (m. 2009).
  - Ion Adrian Zare, futebolista romeno (m. 2022).
- 1960 — Vladimir Dolgov, nadador ucraniano (m. 2022).
- 1961 — Cyro Marques Delgado, ex-nadador brasileiro.
- 1962 — Arne Nielsson, ex-canoísta dinamarquês.
- 1963
  - Natasha Richardson, atriz britânica (m. 2009).
  - Sangay Choden, rainha consorte butanesa.
  - Mohammad Yousef Kargar, ex-futebolista, treinador de futebol e dirigente esportivo afegão.
- 1964
  - Bobby Witt, ex-jogador de beisebol estadunidense.
  - Tim Blake Nelson, ator, diretor e produtor de cinema estadunidense.
- 1965 — Stefano Domenicali, dirigente esportivo italiano.
- 1966 — Christoph Schneider, músico alemão.
- 1967
  - Alberto García Aspe, ex-futebolista mexicano.
  - Apache Indian, músico britânico.
- 1968
  - Adãozinho, ex-futebolista brasileiro.
  - Jeffrey Donovan, ator estadunidense.
- 1969 — Dmitriy Cheryshev, ex-futebolista e treinador de futebol russo.
- 1970
  - Sérgio, ex-futebolista brasileiro.
  - Welder Rodrigues, ator brasileiro.
- 1971 — Wilson Chacón, ex-futebolista venezuelano.
- 1973
  - Cassiano Carneiro, ator brasileiro.
  - Álvaro Adrián Núñez, ex-futebolista uruguaio.
- 1974
  - Tony Warner, ex-futebolista trinitário.
  - Simon Aspelin, ex-tenista sueco.
  - Gélson Baresi, ex-futebolista brasileiro.
- 1975
  - Coby Bell, ator norte-americano.
  - Ziad Samir Jarrah, terrorista libanês (m. 2001).
- 1976
  - Pedro da Silva Martins, músico e compositor português.
  - Annelise Hesme, atriz francesa.
  - Sahlene, cantora sueca.
- 1977
  - Pablo García, ex-futebolista uruguaio.
  - Marcos Paulo Alves, ex-futebolista brasileiro.
  - Denílson Lourenço, judoca brasileiro.
- 1978 — Laetitia Casta, modelo e atriz francesa.
- 1979
  - Rafaela Mandelli, atriz brasileira.
  - Marcus Majella, ator e diretor brasileiro.
  - Timothy Baillie, canoísta britânico.
- 1981
  - Austin O'Brien, ator estadunidense.
  - Kara Taitz, atriz estadunidense.
  - Nurbol Zhumaskaliyev, ex-futebolista cazaque.
- 1982
  - Cory Monteith, cantor e ator canadense (m. 2013).
  - Jonathan Jackson, ator estadunidense.
- 1983
  - Darío Conca, ex-futebolista argentino.
  - Rodrigo Lima, ex-futebolista brasileiro.
  - Holly Valance, atriz e cantora australiana.
- 1984
  - Andrés Iniesta, futebolista espanhol.
  - Luis Robles, ex-futebolista estadunidense.
  - Victorio D'Alessandro, ator argentino.
- 1986
  - Miguel Veloso, futebolista português.
  - Abou Diaby, ex-futebolista francês.
  - Jacob Wukie, arqueiro norte-americano.
  - Ronny, ex-futebolista brasileiro.
  - Renzo Revoredo, futebolista peruano.
  - Iasmin Latovlevici, futebolista romeno.
- 1987
  - Monica Roşu, ginasta romena.
  - Rafael Silva, judoca brasileiro.
- 1988
  - Blac Chyna, modelo estadunidense.
  - Ace Hood, rapper estadunidense.
- 1989
  - Giovani dos Santos, futebolista mexicano.
  - Cam Newton, jogador de futebol americano estadunidense.
  - Jadyn Wong, atriz canadense.
  - Prince Royce, cantor estadunidense.
  - Kévin Le Roux, jogador de vôlei francês.
  - Leandro Lo, lutador de jiu-jítsu brasileiro (m. 2022).
- 1990
  - Julián Leal, automobilista colombiano.
  - Fábio Szymonek, futebolista brasileiro.
- 1992
  - Thibaut Courtois, futebolista belga.
  - Christina McHale, tenista estadunidense.
  - Pablo Sarabia, futebolista espanhol.
- 1993 — Elin Rubensson, futebolista sueca.
- 1995
  - Gelson Martins, futebolista português.
  - Shira Haas, atriz israelense.
  - Rony, futebolista brasileiro.
  - Sachia Vickery, tenista estadunidense.
  - Lorenzo Sonego, tenista italiano.
- 1996 — Fernando Daniel, cantor e compositor português.
- 1997 — Lana Condor, atriz e dançarina estadunidense.
- 1998
  - Mërgim Berisha, futebolista alemão.
  - Caio Paulista, futebolista brasileiro.
- 1999
  - Sabrina Carpenter, atriz e cantora estadunidense.
  - Madison Lintz, atriz estadunidense.
  - Benjamin Pedersen, automobilista dinamarquês.
- 2000
  - Ana Karolina Lannes, atriz brasileira.
  - Yuki Tsunoda, automobilista japonês.

### Século XXI
- 2002 — Raissa Chaddad, atriz brasileira.
- 2003 — Fermín López, futebolista espanhol.
- 2004 — Victor Hugo, futebolista brasileiro.
- 2005 — Hunter Yeany, automobilista estadunidense.

## Mortes

### Anterior ao século XIX
- 1610 — Matteo Ricci, missionário jesuíta italiano (n. 1552).
- 1621 — Johann Arndt, teólogo alemão (n. 1555).
- 1760 — Alaungpaya, rei birmanês (n. 1714).
- 1788 — William Pitt, 1.º Conde de Chatham (n. 1708).

### Século XIX
- 1812 — Spencer Perceval, político britânico (n. 1762).
- 1814 — Lourenço José Boaventura de Almada, fidalgo português (n. 1758).
- 1849 — Carl Otto Nicolai, compositor e maestro alemão (n. 1810).
- 1877 — Hugh Ware McKee, pastor e missionário estadunidense (n. 1840).
- 1893 — Samuel Chapman Armstrong, educador norte-americano (n. 1839).

### Século XX
- 1916 — Karl Schwarzschild, astrônomo e físico alemão (n. 1873).
- 1937 — Afonso Costa, político e líder republicano português (n. 1871).
- 1963 — Herbert Gasser, fisiologista estadunidense (n. 1888).
- 1966 — José Maria de Abreu, compositor e músico brasileiro (n. 1911).
- 1976 — Alvar Aalto, arquiteto finlandês (n. 1898).
- 1979 — Barbara Hutton, milionária e socialite norte-americana (n. 1912).
- 1981 — Bob Marley, músico jamaicano (n. 1945).
- 1990 — Nellie Weekes, enfermeira e ativista barbadense (n. 1896).
- 1996 — Ademir de Menezes, futebolista brasileiro (n. 1922).

### Século XXI
- 2001 — Douglas Adams, escritor britânico (n. 1952).
- 2003 — Noel Redding, músico britânico (n. 1945).
- 2007
  - Malietoa Tanumafili II, rei samoano (n. 1913).
  - Georgi Lucki, acadêmico brasileiro (n. 1935).
  - Murilo Felisberto, jornalista e publicitário brasileiro (n. 1939).
- 2008 — John Rutsey, músico canadense (n. 1952).
- 2010 — Emmanuel Ngobese, futebolista sul-africano (n. 1980).
- 2019
  - Peggy Lipton, atriz estadunidense (n. 1946).
  - Lúcio Mauro, ator e humorista brasileiro (n. 1927).
- 2022 — Shireen Abu Akleh, jornalista palestina (n. 1971).

## Feriados e eventos cíclicos

### Brasil
- Dia da Integração do Telégrafo
- Feriado municipal em Aparecida de Goiânia, Goiás - aniversário da cidade
- Feriado municipal em Ibicuitinga, Ceará - aniversário da cidade
- Feriado municipal em Rio Quente, Goiás - aniversário da cidade
- Dia da Bandeira de Curitiba, capital do Paraná.
- Dia Nacional do Reggae
- Dia Nacional dos Agentes de Trânsito

### Cristianismo
- Domingos do Santíssimo Sacramento
- Francisco de Girolamo
- Odilo de Cluny
- Zeferino Namuncurá

## Outros calendários
- No calendário romano era o 5.º dia (V) antes dos idos de maio.
- No calendário litúrgico tem a letra dominical E para o dia da semana.
- No calendário gregoriano a epacta do dia é xviii.